# Тилігульське
Тилігульське — село Визирської сільської громади в Одеському районі Одеської області. Населення становить 6 осіб.

## Населення
Згідно з переписом УРСР 1989 року чисельність наявного населення села становила 13 осіб, з яких 6 чоловіків та 7 жінок.
За переписом населення України 2001 року в селі мешкало 6 осіб. 100 % населення вказало своєю рідною мовою українську мову.